# Tomești (Timiș)
Tomești é uma comuna romena localizada no distrito de Timiș, na região histórica do Banato (parte da Transilvânia). A comuna possui uma área de 140.94 km² e sua população era de 2244 habitantes segundo o censo de 2007.